# Cunday
Cunday è un comune della Colombia facente parte del dipartimento di Tolima. 
L'abitato venne fondato dai fratelli Pancracio, Nicolás, Ezequiel e Sinforoso Vargas nel 1794.